# 甘迪诺
甘迪诺（義大利語：Gandino），是意大利贝加莫省的一个市镇。总面积29.14平方公里，人口5677人，人口密度194.8人/平方公里（2009年）。国家统计（ISTAT）代码为016108。